# Fractal Universe
Fractal Universe ist eine französische Progressive-Death-Metal-Band aus Nancy und Mitglied das Labels Metal Blade Records.

## Geschichte
Fractal Universe wurde Ende 2014 in Nancy gegründet. Mit der Veröffentlichung einer ersten EP Boundaries of Reality in 2015 fing die Band an, in Frankreich und Europa aufzutreten, und spielte unter anderem mit The Black Dahlia Murder und Monuments wie auch 2016 auf dem Motocultor Festival.
Mit ihrem ersten Album Engram of Decline, veröffentlicht im April 2017, spielte die Band über 80 Konzerte in 2017 und 2018, und trat unter anderem beim Hellfest auf.
Das zweite Album, Rhizomes of Insanity, wurde am 19. April 2019 veröffentlicht. Mit diesem spielte die Band unter anderen als Support für Whitechapel, The Black Dahlia Murder und Cannibal Corpse.

## Diskografie
- 2015: Boundaries of Reality
- 2017: Engram of Decline (Kolony Records)
- 2019: Rhizomes of Insanity (Metal Blade Records)[8]